# Eskild Ebbesen
Eskild Balschmidt Ebbesen (Silkeborg, 27 maggio 1972) è un canottiere danese, vincitore di tre medaglie d'oro e due di bronzo nel 4 senza pesi leggeri ai Giochi olimpici. Nel 2013 gli è stata conferita la Medaglia Thomas Keller.

## Palmarès
- Olimpiadi

Atlanta 1996: oro nel 4 senza pesi leggeri.
Sydney 2000: bronzo nel 4 senza pesi leggeri.
Atene 2004: oro nel 4 senza pesi leggeri.
Pechino 2008: oro nel 4 senza pesi leggeri.
Londra 2012: bronzo nel 4 senza pesi leggeri.
- Campionati del mondo di canottaggio

1998 - Colonia: oro nel 4 senza pesi leggeri.
1999 - St. Catharines: oro nel 4 senza pesi leggeri.
2001 - Lucerna: argento nel 4 senza pesi leggeri.
2002 - Siviglia: oro nel 4 senza pesi leggeri.
2003 - Milano: oro nel 4 senza pesi leggeri.